# Natasha O'Keeffe
Natasha O'Keeffe, née le 1er décembre 1986 à Brighton en Angleterre, est une actrice britannique.
Elle est principalement connue pour son rôle d'Abbey Smith dans la série de science-fiction Misfits (2012–2013) ainsi que pour son rôle de Lizzie Stark dans la série dramatique Peaky Blinders (2013–2022).

## Biographie
Natasha Dervill O'Keeffe naît le 1er décembre 1986 à Brighton, en Angleterre, de parents irlandais. Elle grandit à Tooting, un quartier de la banlieue sud de Londres et se forme au Royal Welsh College of Music & Drama (en).

## Vie privée
Elle est mariée à l'acteur Dylan Edwards. Ils vivent à Margate avec leurs deux enfants.

## Carrière
Elle apparaît pour la première fois en 2008 dans le clip de la chanson Falling Down du groupe de rock britannique Oasis, dans lequel elle interprète une version moderne de la Princesse Margaret,. Cette même année, elle est vue au cinéma dans le film Abraham's Point.
Par la suite, elle enchaîne les projets télévisuels. Elle se fait remarquer dans la série saphique Lip Service (2010 - 2012) ainsi que dans la série Misfits (2012 - 2013). Son rôle d'Abbey Smith propulse sa carrière et lui vaut la reconnaissance du public.
En 2013, elle est à l'affiche du film Ordure !, une adaptation du livre d'Irvine Welsh, avec James McAvoy et Jamie Bell. Elle apparaît aussi dans le long-métrage britannique Svengali, aux côtés de Vicky McClure et Martin Freeman. Cette même année, elle décroche le rôle de Lizzie Stark, une ancienne prostituée, dans la série dramatique Peaky Blinders.
En 2021, elle est à l'affiche de la série de science-fiction de Sky, Intergalactic, aux côtés des actrices Eleanor Tomlinson et Sharon Duncan-Brewster.

## Filmographie

### Cinéma
- 2008 : Abraham's Point de Wyndham Price : Sarah
- 2013 : Ordure ! (Filth) de Jon S. Baird : Anna
- 2013 : I Will Rock You (Svengali) de John Hardwick : Natasha

### Télévision

#### Séries télévisées
- 2010 - 2012 : Lip Service : Sadie Anderson
- 2012 - 2013 : Misfits : Abbey Smith
- 2013 : Londres, police judiciaire (Law and Order : UK) : Connie Moran
- 2013 - 2022 : Peaky Blinders : Lizzie Shelby, née Stark
- 2014 : Grantchester : Grace Heath
- 2015 : Panthers : Kirsty Wilkinson
- 2015 : Jekyll and Hyde : Fedora
- 2016 : Sherlock : Emelia Ricoletti
- 2017 - 2020 : C.B. Strike : Charlotte Campbell
- 2019 : Rebellion : Agnes Moore
- 2019 : Temple : Chloe Myerscough
- 2021 : Intergalactic : Emma Grieves
- 2023 : La Roue du Temps : Selene/Lanfear